# Campionati del mondo di ciclismo su strada 2016 - Gara in linea maschile Under-23
La gara in linea maschile Under-23 dei Campionati del mondo di ciclismo su strada 2016 si svolse il 13 ottobre 2016 in Qatar, con partenza ed arrivo a Doha, su un percorso di 166 km. Il norvegese Kristoffer Halvorsen vinse la gara con il tempo di 3h40'53" alla media di 45,092 km/h, argento al tedesco Pascal Ackermann e a completare il podio l'italiano Jakub Mareczko.

Presenti alla partenza 180 ciclisti, di cui 149 arrivarono al traguardo.

## Classifica (Top 10)
| Pos. | Corridore             | Squadra     | Tempo    |
| ---- | --------------------- | ----------- | -------- |
| 1    | Kristoffer Halvorsen  | Norvegia    | 3h40'53" |
| 2    | Pascal Ackermann      | Germania    | s.t.     |
| 3    | Jakub Mareczko        | Italia      | s.t.     |
| 4    | Phil Bauhaus          | Germania    | s.t.     |
| 5    | Amund Grøndahl Jansen | Norvegia    | s.t.     |
| 6    | Jason Lowndes         | Australia   | s.t.     |
| 7    | Iván García Cortina   | Spagna      | s.t.     |
| 8    | Aksel Nõmmela         | Estonia     | s.t.     |
| 9    | Jonathan Dibben       | G. Bretagna | s.t.     |
| 10   | Alan Banaszek         | Polonia     | s.t.     |